# E3 Harelbeke 2018
De 61e editie van de wielerwedstrijd E3 Harelbeke werd gehouden op 23 maart 2018. De renners reden een wedstrijd met start en finish in Harelbeke. De wedstrijd maakte deel uit van de UCI World Tour 2018 en is, na Dwars door Vlaanderen, de tweede wedstrijd in de Vlaamse Wielerweek. Winnaar Niki Terpstra verwees Greg Van Avermaet - winnaar van 2017 - naar de derde plek. Philippe Gilbert werd tweede, net als een jaar eerder.

## Deelnemende ploegen
| 18 UCI World Tour-ploegen | 18 UCI World Tour-ploegen | 18 UCI World Tour-ploegen | 7 wildcards                  |
| ------------------------- | ------------------------- | ------------------------- | ---------------------------- |
| AG2R La Mondiale          | EF Education First-Drapac | Mitchelton-Scott          | Sport Vlaanderen-Baloise     |
| Astana                    | Groupama-FDJ              | Quick-Step Floors         | Wanty-Groupe Gobert          |
| Bahrein-Merida            | Team Katjoesja Alpecin    | Team Sky                  | Veranda's Willems-Crelan     |
| BMC Racing Team           | LottoNL-Jumbo             | Sunweb                    | WB-Aqua Protect-Veranclassic |
| BORA-hansgrohe            | Lotto Soudal              | Trek-Segafredo            | Direct Énergie               |
| Dimension Data            | Movistar                  | UAE Team Emirates         | Roompot-Nederlandse Loterij  |
|                           |                           |                           | Vital Concept Cycling Club   |
|                           |                           |                           |                              |

## Uitslag
| Plaats  | Naam              | Ploeg                  | Tijd     |
| ------- | ----------------- | ---------------------- | -------- |
| Winnaar | Niki Terpstra     | Quick-Step Floors      | 5u03'34" |
| 2       | Philippe Gilbert  | Quick-Step Floors      | + 20"    |
| 3       | Greg Van Avermaet | BMC Racing Team        | z.t.     |
| 4       | Oliver Naesen     | AG2R La Mondiale       | z.t      |
| 5       | Tiesj Benoot      | Lotto Soudal           | z.t.     |
| 6       | Jasper Stuyven    | Trek-Segafredo         | z.t.     |
| 7       | Sep Vanmarcke     | Education First-Drapac | z.t.     |
| 8       | Gianni Moscon     | Team Sky               | z.t.     |
| 9       | Zdeněk Štybar     | Quick-Step Floors      | z.t.     |
| 10      | Stefan Küng       | BMC Racing Team        | z.t.     |

1958 · 1959 · 1960 · 1961 · 1962 · 1963 · 1964 · 1965 · 1966 · 1967 · 1968 · 1969 · 1970 · 1971 · 1972 · 1973 · 1974 · 1975 · 1976 · 1977 · 1978 · 1979 · 1980 · 1981 · 1982 · 1983 · 1984 · 1985 · 1986 · 1987 · 1988 · 1989 · 1990 · 1991 · 1992 · 1993 · 1994 · 1995 · 1996 · 1997 · 1998 · 1999 · 2000 · 2001 · 2002 · 2003 · 2004 · 2005 · 2006 · 2007 · 2008 · 2009 · 2010 · 2011 · 2012 · 2013 · 2014 · 2015 · 2016 · 2017 · 2018 · 2019 · 2020 · 2021 · 2022 · 2023 · 2024

Lijst van beklimmingen
 Tour Down Under ·
 Great Ocean Road Race ·
 Ronde van Abu Dhabi ·
 Omloop Het Nieuwsblad ·
 Strade Bianche ·
 Parijs-Nice · 
 Tirreno-Adriatico · 
 Milaan-San Remo ·
 Ronde van Catalonië ·
 Gent-Wevelgem ·
 Dwars door Vlaanderen ·
 E3 Harelbeke ·
 Ronde van Vlaanderen ·
 Ronde van het Baskenland ·
 Parijs-Roubaix ·
 Amstel Gold Race ·
 Waalse Pijl ·
 Luik-Bastenaken-Luik ·
 Ronde van Romandië ·
 Eschborn-Frankfurt ·
 Ronde van Italië ·
 Ronde van Californië ·
 Critérium du Dauphiné ·
 Ronde van Zwitserland ·
 Ronde van Frankrijk ·
 RideLondon Classic ·
 Clásica San Sebastián ·
 Ronde van Polen ·
  BinckBank Tour ·
 Ronde van Spanje ·
 EuroEyes Cyclassics ·
 Bretagne Classic ·
 GP van Quebec ·
 GP van Montreal ·
 Ronde van Lombardije ·
 Ronde van Turkije ·
 Ronde van Guangxi